# HD 158156
HD 158156，又名CD-3811927，SAO 208870、HR 6503，是一颗恒星，视星等为6.39，位于銀經350.11，銀緯-2.3，其B1900.0坐标为赤經17h 22m 33s，赤緯-38° -2.3′ 5″。